# Combretum coccineum
Combretum coccineum là một loài thực vật có hoa trong họ Trâm bầu. Loài này được (Sonn.) Lam. mô tả khoa học đầu tiên năm 1785.